# Калитеа (Халкидики)
Калитеа (грч. Καλλιθέα) је приморско насељено место у општини Касандра у периферији Средишња Македонија, Грчка. Према попису из 2021. године било је 1.233 становника.
Насеље је некада било метох светогорског манастира Пантелејмон на коме је 1920. године живео 41 житељ. Године 1924. ту је подигнуто ново насеље где су насељене грчке избегличке породице, којих је на попису из 1928. године било 112.